# Магнусон, Кристин
Кристин Магнусон (англ. Christine Magnuson; род. 17 октября 1985 года, Кук округ, Иллинойс) — американская пловчиха. Двукратный призёр Олимпийских игр 2008. Чемпионка мира в комбинированной эстафете в Шанхае в 2011.
Специализируется в плавании баттерфляем на средних дистанциях (100 и 200 метров) и вольным стилем на 50 метров.